# Cheilio
Cheilio is een monotypisch geslacht van straalvinnige vissen uit de familie van lipvissen (Labridae).

## Soort
- Cheilio inermis (Forsskål, 1775)